# Manuel Martín (conquistador)
Manuel Martin  fue un conquistador español, escribano de Asunción, Santa Fe, y Buenos Aires durante el Virreinato del Perú.

## Biografía
Manuel Martin nació en España, arribando al Río de la Plata, en la expedición de Pedro de Mendoza. Casó con una nativa de Asunción, con quien tuvo a Isabel, esposa de Leonardo Gribeo).